# Alison Jackson (Radsportlerin)
Alison Jackson (* 14. Dezember 1988 in Vermilion, Alberta) ist eine kanadische Radrennfahrerin.

## Sportlicher Werdegang
Jackson wuchs im ländlichen Alberta auf einer Bison-Farm auf. Sie betrieb erfolgreich Triathlon und nahm in dieser Sportart an den Amateurweltmeisterschaften 2012 und 2014 teil. Sie erhielt ein Sportstipendium an der Trinity Western University. Nach ihrem Abschluss mit als Bachelor in Bewegungswissenschaft entschied sie, sich verstärkt dem Straßenradsport zu widmen.
Ihren ersten Vertrag bei einem internationalen Radsportteam hatte Jackson 2015 beim UCI Women’s Team Twenty16, für das sie in ihrem ersten Jahr mit einer Etappe der Tour of the Gila ihren ersten Wettbewerb des internationalen Kalenders gewann. Nach weiteren Etappensiegen gelang ihr 2019 ihr erster Sieg in einem internationalen Eintagesrennen, dem kanadischen White Spot / Delta Road Race. Im selben Jahr wurde sie Zweite des UCI Women’s WorldTour-Rennens Tour of Guangxi und Gesamtzweite der Women’s Tour of Scotland, bei der sie auch eine Etappe gewann. Im Jahr 2021 startete sie im olympischen Straßenrennen und belegte Rang 32. Bei den Straßenradsport-Weltmeisterschaften 2021 wurde sie Sechste im Straßenrennen.
Zur Saison 2023 schloss sich Jackson dem UCI Women’s WorldTeam EF Education-Tibco-SVB an, für das sie bereits in den Jahren 2018 und 2019 gefahren war. Ihren bis dahin größten Karriereerfolg erzielte sie durch den Sieg bei Paris–Roubaix Femmes 2023. Sie hatte sich 120 Kilometer vor dem Ziel mit einer 18-köpfigen Gruppe von Außenseiterinnen aus dem Feld abgesetzt und gewann schließlich den Sprint der verbliebenen sieben Ausreißerinnen. Im weiteren Verlauf war sie zum zweiten Mal kanadische Meisterin im Straßenrennen, holte zwei Medaillen bei den Panamerika-Meisterschaften und fuhr die Tour de France Femmes 2023.
Ende April 2024 gewann Jackson die zweite Etappe der Vuelta Femenina im Sprint. An der Seite von Olivia Baril vertrat sie Kanada im olympischen Straßenrennen und belegte den 19. Platz.

## Erfolge
2015
- eine Etappe Tour of the Gila

2016
- eine Etappe Kalifornien-Rundfahrt
- eine Etappe Trophée d’Or Féminin
- eine Etappe Tour de l’Ardèche

2017
- eine Etappe Setmana Ciclista Valenciana

2019
- White Spot / Delta Road Race
- eine Etappe Tour of Scotland

2021
- Punktewertung Ladies Tour of Norway
- eine Etappe Holland Ladies Tour
- Kanadische Meisterin – Straßenrennen, Einzelzeitfahren

2022
- Punktewertung Tour of Scandinavia

2023
- Paris-Roubaix Femmes
- Panamerika-Meisterschaften – Straßenrennen
- Panamerika-Meisterschaften – Einzelzeitfahren
- Kanadische Meisterin – Straßenrennen

2024
- eine Etappe Vuelta Femenina

2025
- Gesamtwertung, eine Etappe und Punktewertung Gracia Orlová
- Kanadische Meisterin – Straßenrennen

## Weltmeisterschafts-Platzierungen
| Weltmeisterschaft        | 2015 | 2016 | 2017 | 2018 | 2019 | 2020 | 2021 | 2022 | 2023 | 2024 |
| ------------------------ | ---- | ---- | ---- | ---- | ---- | ---- | ---- | ---- | ---- | ---- |
| StraßenrennenStraße      | 36   | 23   | 58   | 51   | 16   | –    | 6    | 18   | 33   | 64   |
| EinzelzeitfahrenEZF      | –    | –    | –    | –    | –    | –    | –    | 27   | –    | –    |
| MannschaftszeitfahrenMZF | 5    | 5    | 8    | –    | –    | –    | –    | –    | –    | –    |